# Charles Rudd
Charles Dunell Rudd (22 octobre 1844, Hanworth (Norfolk) - 15 novembre 1916, Londres) est le principal associé de Cecil John Rhodes.

## Biographie
Rudd étudie à la Harrow School puis entre au Trinity College (Cambridge) de Cambridge en 1863, où il excelle au jeu de raquettes. Avant la fin de ses études, il part pour la colonie du Cap en 1865, où il chasse avec des gens importants comme John Robert Dunn et s'essaie à diverses entreprises commerciales. Au début des années 1870, il travaille pour son frère Thomas (1831–1902) dans son entreprise basée à Port Elizabeth. En 1872, Rudd et Rhodes deviennent amis et partenaires, travaillant dans les champs diamantifères de Kimberley, négociant des diamants et offrant les services de pompes et de machines à faire de la glace, parmi de nombreuses autres activités. Entre 1873 et 1881, alors que Rhodes étudie par intermittence en Angleterre, Rudd gère ses intérêts. En 1880, ils deviennent riches et, avec d'autres, fondent la compagnie minière De Beers. Rudd est l'un des directeurs et tire de grands bénéfices de la location de machines minières.
En 1887, Rudd commence à s'intéresser à l'or à la suite de la découverte de gisements dans le Witwatersrand l'année précédente. Avec Rhodes et lui-même comme directeurs, et son frère Thomas comme président, ils enregistrent la Gold Fields début 1887. La compagnie est structurée de manière à favoriser énormément Rudd et Rhodes, avec un conseil d'administration basé à Londres qui n'est pas au courant de leurs activités en Afrique australe. Le 30 octobre 1888, Rudd obtient un accord de droits miniers du Matabeleland et du Mashonaland de la part de Lobengula, le roi du Matabeleland. L'accord est connu sous le nom de « Concession Rudd ». Le Matabeleland et le Mashonaland forment l'essentiel du territoire de l'actuel Zimbabwe.
Rhodes et Rudd dupent le gouvernement britannique et les investisseurs en leur faisant croire que la concession est affiliée à l'entreprise publique et qu'elle faisait des millions de livres de bénéfices lorsque la compagnie britannique d'Afrique du Sud acheta la concession. Rudd est en désaccord avec Rhodes, proclamant en 1895 qu'il ne veut plus travailler avec lui, et il n'est peut-être pas au courant du complot de la Gold Fields qui conduit au désastreux raid Jameson. Rudd reste cependant ami avec Rhodes et directeur de la Gold Fields jusqu'en 1902, date à laquelle il se retire en Écosse, « appréciant la vie d'un ploutocrate édouardien ». Il achète la péninsule d'Ardnamurchan dans l'Argyll, où il construit deux « maisons », dont l'une, le château de Glenborrodale, juste pour ses invités. Il meurt à Londres en 1916 après une opération ratée de la prostate.

## Famille
La première femme de Rudd meurt en 1896 de grippe ou de tuberculose. En 1898, il épouse Corrie Maria Wallace, de 30 ans sa cadette, la fille de son associé dans la compagnie de machine de Kimberley. Ils ont deux filles et un fils. Le champion olympique du 400m Bevil Rudd, est le fils de son fils aîné Percy.

## Source de la traduction
- (en) Cet article est partiellement ou en totalité issu de l’article de Wikipédia en anglais intitulé « Charles Rudd » (voir la liste des auteurs).